# 스바니야

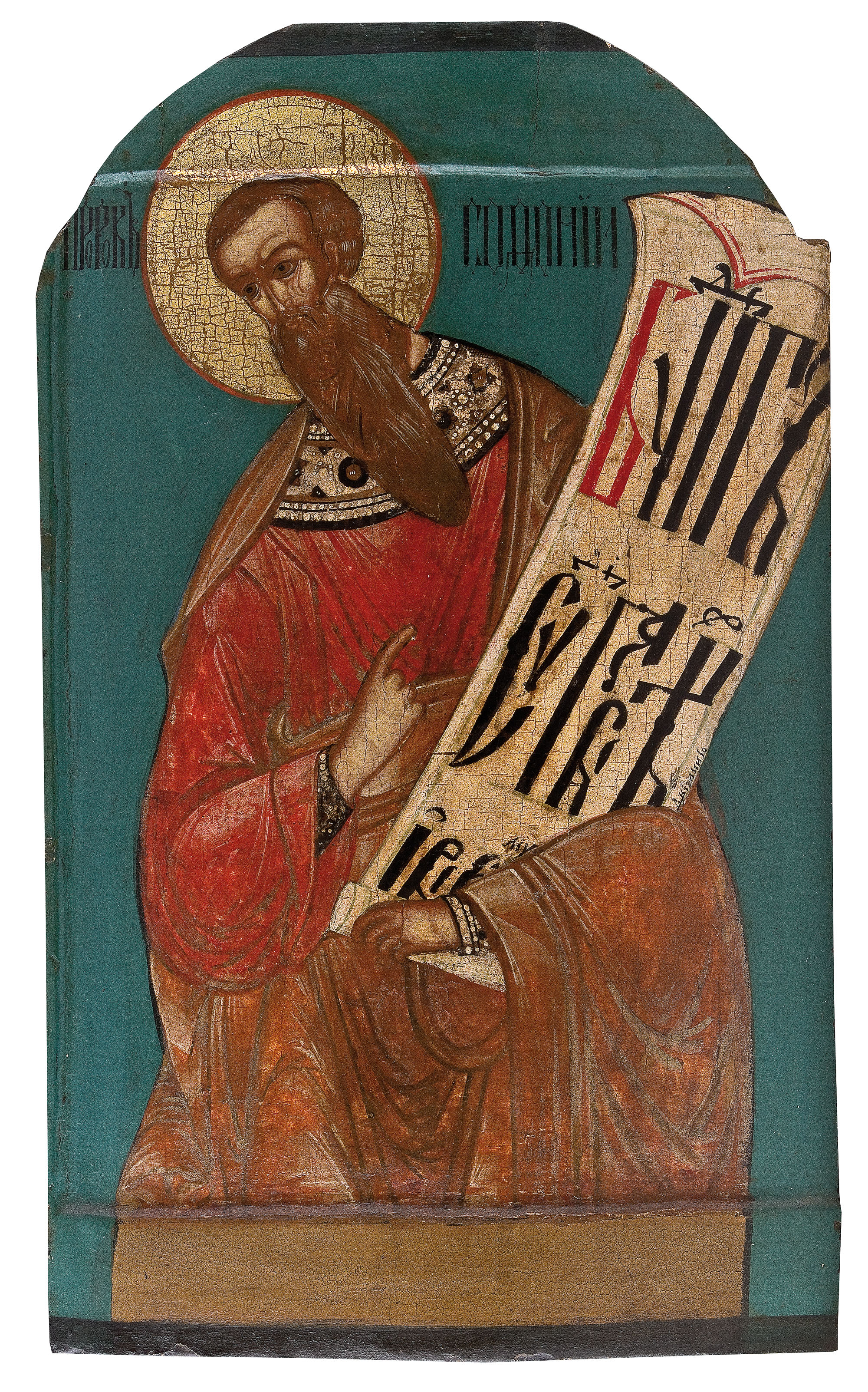
스바니야의 17세기 성화

스바니야 또는 스바냐(Zephaniah, /ˌzɛfənaɪ.ə/, 히브리어: צְפַנְיָה , 현대어: Ṣəfanya, 티베리아어: Ṣep̄anyā)는 히브리어 성경에 나오는 여러 사람의 이름이다. 가장 저명한 예언자는 유다 왕 요시야 시대(기원전 640-609년)에 예언한 예언자이며 12명의 소선지서 중 그의 이름이 적힌 책으로 여겨진다. 그의 이름은 일반적으로 불가타 또는 70인역으로 번역된 성경에서 소포니아(Sophonias)로 음역된다. 그 이름은 "야훼께서 숨기셨다", "[그] 야훼께서 숨기셨다", 또는 "야훼께서 기다리고 계시다"를 의미할 수 있다.

## 선지자 스바니야
스바냐라는 이름을 지닌 가장 잘 알려진 성서 인물은 구시의 아들이자 십이 소선지서의 문학적 순서에서 아홉 번째인 히스기야 왕의 증손자이다. 그는 유다 왕국의 통치자인 요시야 시대(기원전 640~609년)에 예언했지만, 요시야가 개혁하기 전인 기원전 621년에 예레미야와 동시대에 살았는데 예레미야와 공통점이 많았다. 그의 성격과 수사학 및 문학적 자질에 대한 최소한의 지식을 담고 있는 독특한 출처는 그의 이름을 딴 구약의 짧은 3장 책이다. 그의 활동 현장은 그가 잘 알고 있는 예루살렘 성이었다. 이 책과 연결된 두 명의 스바냐의 존재는 순전히 가설로 간주된다.

## 성경 속 다른 이름
1. 마아세야의 아들, 시드기야 치세의 "제2제사장". 예레미야서에서 왕이 선포한 다가오는 재앙에 대해 묻고(예레미야 21:1) 임박한 심판을 피하기 위한 선지자의 중보(렘 29:25, 26, 29; 37:3; 52:24). 그는 다른 포로 유대인들과 함께 "하맛 땅 리블라에서" 느부갓네살 2세에게 죽임을 당했다(왕하 25:21).
2. 예언자 사무엘의 조상 고핫 사람(대상 6:36).
3. 다리오 1세가 성전을 중건하라는 조서를 내릴 때 예루살렘에 거주하던 제사장 요시야의 아버지...(슥 6:10).

## 같이 보기
- 스바니야서
- 소예언서